# 山田宗睦
山田 宗睦（やまだ むねむつ、1925年5月21日 - 2024年6月17日）は、日本の評論家・哲学者。

## 来歴
1925年、山口県下関市生まれ。幼少期を下関、稚内、金沢、函館で過ごした。水戸高等学校で学び、1946年に京都帝国大学文学部哲学科に入学した。
卒業後は北海道第二師範学校助教授となった。東京大学出版会編集者などを務め、1959年より評論活動に入る。1962年「思想の科学」編集長。1965年には『危険な思想家』を出版。桃山学院大学教授を経て、1977年から1995年まで関東学院大学教授を務めた。1977年には作家の中山千夏らと革新自由連合を結成した。
1989年頃には神奈川県藤沢市辻堂に住んだ。
2024年6月17日に死去。99歳没。

## 研究内容・業績
- 京都学派への批判から、左翼・戦後民主主義者として評論活動を始めた。
- 『危険な思想家』を刊行した頃からは、『古事記』『日本書紀』の現代語訳や注釈を手がけている。

### 『危険な思想家』について
1965年『危険な思想家』で、武者小路実篤、安倍能成、大熊信行、竹山道雄、石原慎太郎、三島由紀夫、福田恆存、林健太郎、林房雄、高坂正堯、江藤淳など「保守」とみられる知識人を批判、ベストセラーとなった。

## 著作

### 著書
- 『現代のイデオロギー』五月書房 1955(マルクス主義入門講座 第3)
- 『戦後思想史』三一新書 1959
- 『現代哲学の設計 精神的生産論』弘文堂 1959
- 『現代認識論 思想の流通と生産』現代思潮社 1959
- 『続 戦後思想史 論争形式による』新読書社出版部 1960
- 『現代思想史年表』三一書房 1961（日本現代史年表）
- 『哲学とはなにか』 三一新書 1961
- 『日本型思想の原像』三一書房 1961(「西田幾多郎の哲学」と改題)
- 『危険な思想家 戦後民主主義を否定する人びと』 光文社 1965(カッパ・ブックス)
- 『戦後への出生証』 勁草書房 1965
- 『異端の哲学史 スターリン主義への葬送曲』弘文堂 1966
- 『映画・テレビ風物誌 映像の世界をたずねて』番町書房 1967
- 『でもす・くらちあ 戦後民主主義の復権』三省堂新書 1967
- 『ろくろの唄 人間は、日本人は、個人はどこからきたか』毎日新聞社 1969
- 『道の思想史 神話』学芸書林 1969
- 『わたしの日本誌』れんが書房 1972
- 『コミュニケーションの文明』田畑書店 1972
- 『山本周五郎 宿命と人間の絆』芸術生活社 1974
- 『異志倭人伝』朝日選書 1975
- 『『日本』再発見 増訂わたしの日本誌 山田宗睦著作集』三一書房 1975
- 『道の思想史』講談社 1975 のち朝日選書
- 『昭和の精神史 京都学派の哲学』人文書院 1975
- 『ヤポネシアへの道 東南アジア紀行』日本交通公社出版事業局 1976
- 『隠れた日本人 山田宗睦著作集』 三一書房 1976
- 『日本神話の研究』上 三一書房 1977（山田宗睦著作集）
- 『時間の風景 異をたてること』田畑書店 1977
- 『花の文化史』読売新聞社 1977
- 『「ワイセツ」考『愛のコリーダ』起訴記念出版』三一新書 1978
- 『旅のフォークロア』人文書院 1978
- 『史論日本人について』日本書籍 1979
- 『市民選挙の実験=ヨコハマ燃ゆ』三一書房 1979
- 『魏志倭人伝の世界 邪馬台国と卑弥呼』教育社歴史新書 1979
- 『職業としての編集者』三一新書 1979
- 『ギリシア神話』保育社カラーブックス 1980
- 『市民の政治とは』三一書房 1981
- 『道の思想史 人文篇』朝日選書 1983
- 『日本の神話』保育社カラーブックス 1984
- 『神々と天皇 古事記・日本創世伝説』教育社 1989
- 『花古事記 植物の日本誌』八坂書房 1989
- 『まち・みち・ひと・とき』風人社 1996
- 『古代史と日本書紀 津田史学をこえて』ニュートンプレス 1999
- 『日本書紀史注』風人社 1999
- 『天白紀行 増補改訂版』人間社 2016

### 共編著
- 『忍法』足立巻一・尾崎秀樹 三一新書 1964
- 『戦後生活文化史 私たちの生きた道』尾崎秀樹 弘文堂 1966
- 『日本の「道」 その源流と展開』林屋辰三郎・上田正昭 講談社 1972
- 『私の教科書批判』丸谷才一、松本清張他　朝日新聞社 1972
- 『無名戦士の手記 声なき声いまも響きて』鶴見俊輔・安田武共編 光文社 1975（カッパ・ブックス）
- 『菊-日本文化を考える』川添登共著 講談社学術文庫 1979

### 翻訳
- 『対暴力の思想』 ラリー・Ng タイム ライフ インターナショナル 1969
- 『日本書紀』 全3冊 教育社新書 1992
- 『日本書紀史注』 巻第1－4 風人社 1997－99